# Ingeborg Wessel
Ingeborg Paula Margarethe Wessel (verheiratete Ingeborg Sanders; * 19. Mai 1909 in Mülheim an der Ruhr; † 13. Juni 1993 in Rheinberg) war eine deutsche Hals-Nasen-Ohren-Ärztin und Autorin. Als Autorin veröffentlichte sie während der Zeit des Nationalsozialismus Erinnerungsliteratur zu ihrem Bruder Horst Wessel und Propagandaliteratur. Nachdem Horst Wessel von Kommunisten getötet und in der Folgezeit von der NS-Propaganda zu einem „Märtyrer der Bewegung“ stilisiert wurde, profitierte sie erheblich von dem Heldenkult um ihn.

## Leben

### Jugend, Ausbildung und Zeit des Nationalsozialismus
Ingeborg Wessel war das zweite von drei Kindern des evangelischen Pastors Ludwig Wessel und dessen Ehefrau Margarete Wessel.
Ingeborg Wessel und ihre Mutter waren in den Monaten vor dem Tod von Werner und Horst Wessel besorgt wegen deren Lebenswandel. Ihr Umgang mit den meist arbeitslosen SA-Mitgliedern, die gewaltsamen Zusammenstöße mit dem Roten Frontkämpferbund sowie der Studienabbruch von Horst und dessen Zusammenleben mit der ehemaligen Prostituierten Erna Jaenichen waren Grund regelmäßiger Ermahnungen.
Nachdem ihr Bruder Horst am 14. Januar 1930 schwer verletzt ins Krankenhaus eingeliefert worden war, wachte sie bis zu seinem Tod am 23. Februar 1930 gemeinsam mit ihrer Mutter und Richard Fiedler an seinem Bett.
Die Inhalte des zur Glorifizierung Horst Wessels 1932 von Hanns Heinz Ewers veröffentlichten Romans Horst Wessel. Ein deutsches Schicksal wurden von Mutter und Schwester Wessel stark zensiert. Nur andeutungsweise konnte Ewers darin das Verhältnis mit Erna Jaenichen erwähnen, so dass Horst Wessel in dem Roman als quasi geschlechtsloser, gefühlskalter Mensch dargestellt wird. Passagen über „zehn glühende Nächte“ mit einer jungen Österreicherin lassen sich dagegen nicht verifizieren. Noch als alte Frau erzählte Ingeborg Wessel von einer angeblichen Verlobung ihres Bruders mit einer Wiener Studentin. Daniel Siemens vermutet, dass sie sich mit dieser Erzählung über die von ihrer Familie abgelehnte Verbindung zwischen Horst Wessel und der nicht standesgemäßen Erna Jaenichen hinwegtrösten wollte.
Nach dem Tod und der Beerdigung von Horst Wessel zogen Mutter und Schwester nach Hannover zu einer Schwester von Margarete Wessel, wo sie sich am 4. Mai 1930 mit Adresse Stolzestraße 32 anmeldeten. In der umfangreichen Berichterstattung zum Prozess gegen die Täter um Albrecht Höhler wird nicht erwähnt, ob auch Familienangehörige daran teilnahmen. Der Prozess war ein Politikum, bei dem die familiäre Tragödie um eine Familie mit zwei toten Mitgliedern innerhalb von zwei Monaten öffentlich nicht interessierte. Die zwei Frauen zogen am 26. März 1931 wieder nach Berlin. Die neue Wohnung lag im bürgerlich geprägten, vergleichsweise ruhigen Wilmersdorf.
Im Jahr 1931 hatte Ingeborg Wessel am Goethegymnasium in Hildesheim das Abitur bestanden. Daraufhin begann sie an der Berliner Universität mit einem Medizinstudium, das sie im Jahr 1932 für ein Semester an der Universität Rostock unterbrach und nach eigenen Angaben im Jahr 1937 mit dem medizinischen Staatsexamen in Berlin abschloss. An der Universität lernte sie den Medizinstudenten Ewald Rudolf Sanders (* 1909) kennen, den sie am 3. Juni 1938 standesamtlich heiratete. Nach eigenen Angaben war sie danach als Assistenzärztin an der Charité tätig. Im Jahr 1944 wurde sie mit einer nur 16 Seiten starken Arbeit promoviert. Ebenfalls nach eigenen Angaben war sie zwischen 1942 und 1944  bei Telefunken und den Tetenal Photowerken angestellt. Vor Ende des Zweiten Weltkriegs wurde Ingeborg Wessel dreifache Mutter.
Vom Kult um den getöteten Bruder und Sohn konnten Ingeborg Wessel und ihre Mutter Margarete finanziell profitieren. Ingeborg Wessel gab Ende 1933 die Biografie Mein Bruder Horst im nationalsozialistischen Franz-Eher-Verlag heraus, die bis 1941 in 12 Auflagen erschien. Auch das von ihr veröffentlichte Neue Buch für Mädels erschien in mindestens sieben Auflagen. Im letztgenannten Buch pries sie Horst Wessel als Vorbild für die Jugend. Sie stellte es auch in Berliner Schulen vor. Dazu kamen weitere Bücher und zahlreiche Aufsätze. In einer im Jahr 1936 durchgeführten Umfrage wurde sie von Jungen und Mädchen als populäre Kinderbuchautorin genannt. In ihren Büchern bediente sie sich der damals gewünschten antikommunistischen Rhetorik und stellte KPD-Mitglieder als „gewaltbereite, entmenschte Bestien“ dar. Gleichzeitig versuchte sie, Horst Wessel als ein Mitglied des Arbeiter-Milieus zu zeigen sowie als Beispiel für Personen, die durch „sowjetische Propaganda vom rechten Weg abgekommen waren“ und trotzdem bekehrt werden können. Nach dem Zweiten Weltkrieg bestritt sie, selber viel zu diesen Büchern beigetragen zu haben.
Zu Einweihungen von Denkmälern und Gedenktafeln wurde sie im gesamten Deutschen Reich eingeladen und nahm mit Ehrenkarten an den Reichsparteitagen der Jahre 1933 bis 1935 teil. Anfang 1933 beantragten ihre Mutter und sie die Aufnahme in die NSDAP mit den Mitgliedsnummern der toten Familienangehörigen (Horst 48.434; Werner 92.715), um in den Genuss der Vorzugsbehandlung Alter Kämpfer zu kommen. Aus „grundsätzlichen Erwägungen“ wurden ihnen die Mitgliedsnummern versagt. Sie wurden allerdings trotz Aufnahmesperre zum 16. Februar 1934 mit den Mitgliedsnummern 2.084.783  für ihre Mutter und 2.084.611 für Ingeborg aufgenommen.
Auf einem 3.600 m² großen Grundstück, das ihre Mutter Margarete Wessel im Jahr 1936 von der Gemeinde Krummhübel wenige Kilometer vom Todesort Werner Wessels entfernt geschenkt erhielt, baute sie sich ein Haus mit einer Wohnfläche von 200 m² mit zur damaligen Zeit gehobener Ausstattung wie Zentralheizung und Garage. An den Kosten hatte sich die NSDAP vermutlich beteiligt. Dieses Haus bewohnten Mutter und Tochter mit Kindern ab Ende 1942, auf der Flucht vor den Luftangriffen der Alliierten, als ersten Wohnsitz. Gleichzeitig schafften sie alle Wertgegenstände ins Riesengebirge. Vor der vorrückenden Roten Armee flüchteten sie über die Zwischenstation Dresden, wo sie bei den Luftangriffen am 13. und 14. Februar 1945 nach eigenen Angaben sämtlichen Besitz verloren, ins Weserbergland. Margarete Wessel war seit 1933 Ehrenbürgerin von Hameln und sie fanden im benachbarten Hajen eine Unterkunft.

### Nach dem Zweiten Weltkrieg
Von Dezember 1946 bis April 1947 kümmerte sich Ingeborg Sanders dort im Auftrag der Stadt Hameln um die ärztliche Versorgung von im Landkreis lebenden Flüchtlingen. Ab Sommer 1947 war sie Leiterin und Ärztin eines Kinderheims in der Benekestraße 44 auf Norderney. Das Haus war bis 1936 von der Zionloge Hannover als jüdisches Kinderheim betrieben worden, bevor es dieser weit unter Wert abgekauft wurde. Danach war der Verein Deutsche Erholungsheime für Kinder und Jugendliche e.V. Betreiber. Wie es Wessel gelang, das Haus zu übernehmen, lässt sich nicht mehr feststellen. Nach eigenen Angaben war sie Vorstandsmitglied in dem Verein und konnte die britische Besatzungsmacht davon überzeugen, dass der Verein formell weiter bestehe und Eigentümer des Hauses sei. Von daher sei es ihr zurückzugeben. Die Militärregierung stellte ihr am 17. Juni 1947 eine entsprechende Bescheinigung aus und am 26. Juni 1947 nahm sie das Haus im Beisein eines britischen Offiziers in Besitz. Dieser fast einzigartige Fall im Nachkriegsdeutschland wird noch mysteriöser dadurch, dass es Aktennotizen vom Niedersächsischen Landesamt für gesperrtes Vermögen vom Mai 1949 gibt, in denen Ingeborg Sanders bescheinigt wird, allerbeste Kontakte zu hohen britischen Kreisen zu unterhalten. Schon am 29. August 1947 war in einem Telegramm zwischen der britischen Militärbehörde in Aurich und dem Hauptquartier in Hannover vom Interesse auf hoher Ebene im vereinigten Königreich an der Herausgabe des Heims an Sanders die Rede.
Im Rahmen der Entnazifizierung wurde Ingeborg Wessel am 8. August 1949 vom Entnazifizierungs-Hauptausschuss für besondere Berufe in Hannover in die Kategorie „Unterstützer des Nationalsozialismus“ eingeordnet. Neben dem Verlust des passiven Wahlrechts wurde sie zur Zahlung von 500,– DM Gerichtskosten verurteilt. Dabei war das Gericht weitestgehend ihren Ausführungen gefolgt und schrieb in der Begründung unter Verkennung der bekannten Tatsachen, dass sie sich „in der Öffentlichkeit [...] politisch zurückgehalten“ habe und ihren Namen zu Propagandazwecken nicht herausstellen ließ. „Aus diesen Gründen und mit Rücksicht auf ihre oben festgestellte grundsätzliche Einstellung zur Partei ist der Spruchausschuss zur Überzeugung gekommen, dass die Betroffene weder die Absicht noch das Bewusstsein hatte, sie trage durch ihre literarische Tätigkeit zur Festigung und Erhaltung des Nationalsozialismus wesentlich bei.“ Die Anklage legte gegen das Urteil Berufung ein, die am 27. Juni 1950 zurückgewiesen wurde. Von den Gerichtskosten bezahlte das Ehepaar Sanders nur 50,– DM. Ingeborg Sanders hatte Ende 1949 die Leitung des Kinderheims abgegeben und war, als der Gerichtsvollzieher die restlichen Kosten im Juni 1950 eintreiben wollte, seit dem 23. Mai mit Familie unbekannt verzogen.
Die Familie zog in den Duisburger Stadtteil Alt-Homberg. Ingeborg Sanders hatte in Duisburg eine eigene Praxis als HNO-Ärztin und ihr Mann war in Moers als Facharzt für Innere Medizin tätig. Sie verdienten relativ gut und schon 1957 errichteten sie in der Schillerstraße 28 und 30 zwei Wohnhäuser. Ingeborg Sanders verstarb 1993 nahe Moers.

## Werke
- Mein Bruder Horst, Eher-Verlag. München 1933.
- Das neue Buch für Mädels. Loewes Verlag, Stuttgart 1935.
- Mütter von morgen, Bruckmann. München 1936.
- Deutsches Land in fernen Zonen. Ein Kolonialbuch für Jungen und Mädel. Verlag Abel & Müller, Leipzig 1939.
- Über den Einfluß der Labyrinthfistel auf das Hörvermögen nach Radikaloperation. Dissertation, 1944.[16]